# Sumber Mekar Mukti
Sumber Mekar Mukti is een bestuurslaag in het regentschap Banyuasin van de provincie Zuid-Sumatra, Indonesië. Sumber Mekar Mukti telt 2384 inwoners (volkstelling 2010).